# Moskauer Mathematische Gesellschaft
Die Moskauer Mathematische Gesellschaft (MMO, russisch Московское математическое общество) ist eine Gesellschaft von Mathematikern in Moskau.

Das Logo der Moskauer Mathematischen Gesellschaft

## Geschichte
Die Moskauer Mathematische Gesellschaft wurde im September 1864 durch den Mathematiker Nikolai Dmitrijewitsch Braschman, Mitglied der Russischen Akademie der Wissenschaften und seit 1834 Professor für Angewandte Mathematik an der Lomonossow-Universität, gegründet, der auch ihr erster Präsident war. Er arbeitete dabei mit August Juljewitsch Dawidow (1823–1885) zusammen, der ebenfalls Professor an der Lomonossow-Universität war und Braschmans Nachfolger als Präsident der Gesellschaft war. Die Gründungsmitglieder der Gesellschaft kamen bis auf Pafnuti Lwowitsch Tschebyschow (der aber bei Braschman in Moskau studiert hatte) alle aus Moskau, die Gesellschaft sah sich aber als Förderin der Mathematik in ganz Russland und bald kamen auch Mitglieder außerhalb Moskaus und aus dem Ausland hinzu. 1866 begann ihre Zeitschrift Matematitscheskii sbornik zu erscheinen (deren Erscheinen 1919 bis 1924 unterbrochen war).
Die Gesellschaft wurde auch durch die Goldenen Jahre der Moskauer Mathematik in den 1920er und 1930er Jahren geprägt, die ihren Anfang in der Ausrichtung auf reelle Analysis und Maßtheorie in der Schule von Dmitri Fjodorowitsch Jegorow und Nikolai Nikolajewitsch Lusin hatte, aus der unter anderem Andrei Kolmogorow (Schüler von Lusin) und der Topologe Pawel Alexandrow hervorgingen, dessen Schüler Lew Pontrjagin ebenfalls sehr einflussreich wurde. Eine weitere Goldene Zeit begann 1953 mit den Mathematikern die nach dem Zweiten Weltkrieg an der Fakultät für Mechanik und Mathematik (Mech-Mat) der Lomonossow-Universität studierten. Schulbildend waren unter anderem Igor Schafarewitsch, (der Algebraische Geometrie und Zahlentheorie ausbaute), sowie das Seminar von Israel Gelfand, das ein breites mathematisches Spektrum hatte. Ab den 1960er Jahren übten auch der Kolmogorow-Schüler Wladimir Arnold sowie Yuri Manin und Sergei Petrowitsch Nowikow einen großen Einfluss aus. Ein Niedergang setzte ein, als sich Ende der 1960er Jahre offizieller Druck bemerkbar zu machen begann, der unter anderem dazu führte, dass keine jüdischen Studenten zu Promotionsstudien am Mech-Mat zugelassen wurden und auch keine jüdischen Wissenschaftler dort und am Steklow-Institut eingestellt wurden. Grund waren erste Protestbewegungen in den 1960er Jahren, die massiv von Mathematikern am Mech-Mat unterstützt worden waren.
Die Transactions of the Moscow Mathematical Society erscheinen in englischer Übersetzung bei der American Mathematical Society.
Die Moskauer Mathematische Gesellschaft vergibt einen Preis für junge Mathematiker, den zum Beispiel Wladimir Arnold (1958), Sergei Nowikow (1964), Alexander Varchenko (1973), Wiktor Anatoljewitsch Wassiljew (1985), Ilja Pjatetskij-Shapiro, Eugene Dynkin (1951), Alexander Beilinson und Juri Alexandrowitsch Neretin erhielten.

## Präsidenten
- Nikolai Dmitrijewitsch Braschman (1864–1866)
- August Juljewitsch Dawidow (1866–1885)
- Wassili Jakowlewitsch Zinger (1886–1891)
- Nikolai Wassiljewitsch Bugajew (1891–1903)
- Pawel Alexejewitsch Nekrassow (1903–1905)
- Nikolai Jegorowitsch Schukowski (1905–1921)
- Boleslaw Kornelijewitsch Mlodsijewski (1921–1923)
- Dmitri Jegorow (1923–1930)
- Ernst Kolman (1930–1932)
- Pawel Sergejewitsch Alexandrow (1932–1964)
- Andrei Nikolajewitsch Kolmogorow (1964–1966)
- Israel Gelfand (1966–1970)
- Igor Rostislawowitsch Schafarewitsch (1970–1973)
- Andrei Nikolajewitsch Kolmogorow (1973–1985)
- Sergei Petrowitsch Nowikow (1985–1996)
- Wladimir Igorewitsch Arnold (1996–2010)
- Wiktor Anatoljewitsch Wassiljew (ab 2010)